# 埃德蒙·A·沃尔什外事学院
埃德蒙·A·沃尔什外事学院是美国首都华盛顿乔治敦大学下屬的国际事务學院。本学院與哈佛大學甘迺迪政府學院、約翰·霍普金斯大學保羅·尼采高級國際研究學院、哥倫比亞大學國際公共事務學院同為世界顶级的外事学院，其研究生项目为世界第一。该学院于1919年由耶稣会士埃德蒙·A·沃尔什建立。该学院成立后六年美国才建立了外交机构。
该外事学院现在每年招收来自80个国家的2100名学生。学院有文科本科生专业和八个跨学科研究生专业。其教授包括许多国际事务当中的杰出人物，如美国前国务卿马德琳·奥尔布赖特、前白宮國安會亞洲事務主任車維德等。

## 学术

### 本科生项目
该学院提供根于文科学的外交服务本科学位（BSFS）。在完成其必修课后，学生可选主修一种分科，例如：
- 文化与政治 (CULP)
- 全球商务 (GBUS)
- 国际经济 (IECO)
- 国际历史 (IHIS)
- 国际政治经济 (IPEC)
- 国际政治 (IPOL)
- 全球地区及比较研究 (RCST)
- 科学、技术和国际事务 (STIA)

学院也跟该校的麦克唐纳商学院合作提供一个商业和全球事务跨学科的学位（BGA）。

### 研究生项目
研究生可以在该学院攻读八种跨学科的硕士学位：
- 外交服务硕士学位项目 (MSFS)，有四种专业方向：
  - 国际商务、金融与社会 (GBFS)
  - 国际政治与安全 (GPS)
  - 国际发展 (IDEV)
  - 科学技术与国际事务 (STIA)
- 安全研究硕士学位项目 (SSP)
- 全球人类发展硕士学位项目 (GHD)
- 阿拉伯研究硕士项目 (MAAS)
- 亚洲硕士学位项目 (MASIA)
- 德国与欧洲研究硕士学位项目 (MAGES)
- 欧亚、俄罗斯与东欧研究硕士学位项目 (MAERES)
- 拉丁美洲研究硕士学位项目 (CLAS)

除此之外，外事学院与麦克唐纳商学院合作提供两个硕士学位——全球高级工商管理硕士学位，以及国际商业和政策硕士学位（MA-IBP）。

### 排名声誉
外事学院的个别项目一直是全球排名最高的项目之一，自2005年以来，《外交政策》杂志的学术界调查每两年表示学院的项目名列前茅。

## 著名校友
- 比爾·柯林頓，前美國總統
- 乔治·特尼特，前中央情报局局长
- 亚历山大·克瓦希涅夫斯基，前波兰总统
- 费利佩六世，西班牙国王
- 何塞·玛丽亚·阿斯纳尔，前西班牙首相[3]
- 阿卜杜拉二世，約旦國王
- 哈里·B·哈里斯，前美國海軍上將、駐韓大使
- 傅履仁，前美國陸軍少將，華裔最早晉升美軍少將者之一
- 孫曉雅，美國在台協會處長
- 歐陽世寧，美國駐土耳其副大使，前美國駐華大使館一等秘書
- 席天佑，前美國駐華大使館政治公使銜參贊、駐東協臨時代理大使
- 楊舟，前美國駐日大使館臨時代理大使